# Aiko Uemura
Aiko Uemura (上村 愛子?, Uemura Aiko; Itami, 9 dicembre 1979) è un'ex sciatrice freestyle giapponese, specialista nelle gobbe.

## Biografia
Aiko Uemura ha fatto la sua prima apparizione in Coppa del Mondo nel 1996. Due anni dopo ha partecipato alle Olimpiadi di Nagano 1998, piazzandosi al settimo posto nella finale di gobbe, e nell'edizione successiva dei Giochi di Salt Lake City 2002 ha raggiunto il sesto posto.
Ai campionati mondiali di Whistler 2001 ha vinto la medaglia di bronzo nelle gobbe. Nel gennaio 2003 ha ottenuto a Lake Placid la prima vittoria in Coppa del Mondo di gobbe. Ai campionati mondiali di Ruka 2005 ha guadagnato un altro terzo posto nelle gobbe in parallelo. Alle Olimpiadi di Torino 2006 si è classificata quinta. Nel 2008 si è aggiudicata la Coppa del Mondo di gobbe e l'anno dopo ha conquistato due titoli mondiali nelle gobbe e nelle gobbe in parallelo ai campionati di Inawashiro 2009.
Disputa le sue quarte Olimpiadi in occasione Vancouver 2010, rimanendo ai piedi del podio con il quarto posto dietro la statunitense Shannon Bahrke. Manca ancora una volta una medaglia olimpica ai Giochi di Soči 2014, ottenendo un altro quarto posto dietro la statunitense Hannah Kearney medaglia di bronzo. Nell'aprile dello stesso anno annuncia poi il suo ritiro dall'attività agonistica.

### Vita privata
L'11 giugno 2009 Aiko Uemura si è sposata con lo sciatore alpino Kentarō Minagawa.

## Palmarès

### Mondiali
- 4 medaglie:
  - 2 ori (gobbe e gobbe in parallelo a Inawashiro 2009);
  - 2 bronzi (gobbe a Whistler 2001, gobbe in parallelo a Ruka 2005).

### Coppa del Mondo
- Miglior piazzamento in classifica generale: 3ª nel 2008.
- Vincitrice della Coppa del Mondo di gobbe nel 2008.
- 34 podi:
  - 10 vittorie;
  - 13 secondi posti;
  - 11 terzi posti.

#### Coppa del Mondo - vittorie
| Data             | Luogo                | Paese     | Disciplina |
| ---------------- | -------------------- | --------- | ---------- |
| 18 gennaio 2003  | Lake Placid          | Francia   | MO         |
| 26 febbraio 2005 | Voss                 | Norvegia  | MO         |
| 16 febbraio 2008 | Inawashiro           | Giappone  | MO         |
| 1º marzo 2008    | Mariánské Lázně      | Rep. Ceca | MO         |
| 7 marzo 2008     | Åre                  | Svezia    | MO         |
| 8 marzo 2008     | Åre                  | Svezia    | DM         |
| 15 marzo 2008    | Chiesa in Valmalenco | Italia    | MO         |
| 24 gennaio 2009  | Mont Gabriel         | Canada    | MO         |
| 20 febbraio 2009 | Voss                 | Norvegia  | MO         |
| 7 marzo 2010     | Inawashiro           | Giappone  | MO         |

Legenda:

MO = gobbe

DM = gobbe in parallelo